# 런던 조약 (1946년)
런던 조약(Treaty of London)은 1946년 3월 22일 영국과 트란스요르단 토후국이 체결한 조약으로, 1946년 6월 17일 발효되었다.
런던 조약은 압둘라 1세 아미르를 군주로 하는 트란스요르단 하심 왕국의 독립과 주권을 영국이 인정하며, 영국은 요르단 내 군 기지를 계속 유지하고, 아랍 군단을 계속 지원한다는 내용을 담고 있다.
런던 조약은 영국 트란스요르단 위임통치령의 '1928년 기본법'을 계승하는 것이었다. 1928년 기본법은 트란스요르단 위임통치령의 제약을 대다수 해제한 법으로, 비록 영국이 재정적 및 외교적 권한은 그대로 갖고 있었지만, 독립을 향한 발전으로 받아들여졌다.
국제연맹은 마지막 회의인 1946년 4월 18일 회의에서 트란스요르단의 독립을 인정하였다.
1946년 5월 25일, 트란스요르단은 공식적으로 '트란스요르단 하심 왕국'으로 개칭하였으며, 트란스요르단 의회는 런던 조약을 비준하며 동시에 '아미르'를 '왕'으로 바꾸었다. 요르단은 이 날을 독립 기념일로 삼고 있다. 6월 17일 트란스요르단 위임통치령이 공식적으로 종료되었으며, 암만에서 런던 조약의 비준을 교환하녀 트란스요르단은 완전한 독립을 얻었다.
압둘라 1세 치하의 트란스요르단이 유엔에 가입하려고 했을 때, 소련은 트란스요르단이 영국의 통제를 일부 받기 때문에 '완전한 독립 상태'가 아니라는 이유로 거부권을 행사하였다. 이에 따라, 1948년 3월, 영국과 트란스요르단은 다른 조약을 맺어, 주권에 관련한 모든 제약 사항을 삭제하였다. 하지만 이에도 불구하고, 요르단의 유엔 가입 승인은 약 7년 후인 1955년 12월 14일에 이루어졌다.

## 같이 보기
- 런던 조약
- 영국-요르단 관계